# 布雷什
布雷什（法語：Brèches，法語發音：[bʁɛʃ] ⓘ）是法国安德尔-卢瓦尔省的一个市镇，位于该省西北部，和萨尔特省接壤，属于图尔区。

## 地理
布雷什（47°34'11"N, 0°23'19"E）面积11.63 平方千米，位于法国中央-卢瓦尔河谷大区安德尔-卢瓦尔省，该省份为法国中西部省份，北起萨尔特省、东北接卢瓦-谢尔省，东南接安德尔省，南至维埃纳省，西临曼恩-卢瓦尔省。
与布雷什接壤的市镇（或旧市镇、城区）包括：库埃姆、圣帕泰尔恩拉康、松宰、苏维涅、舍尼。

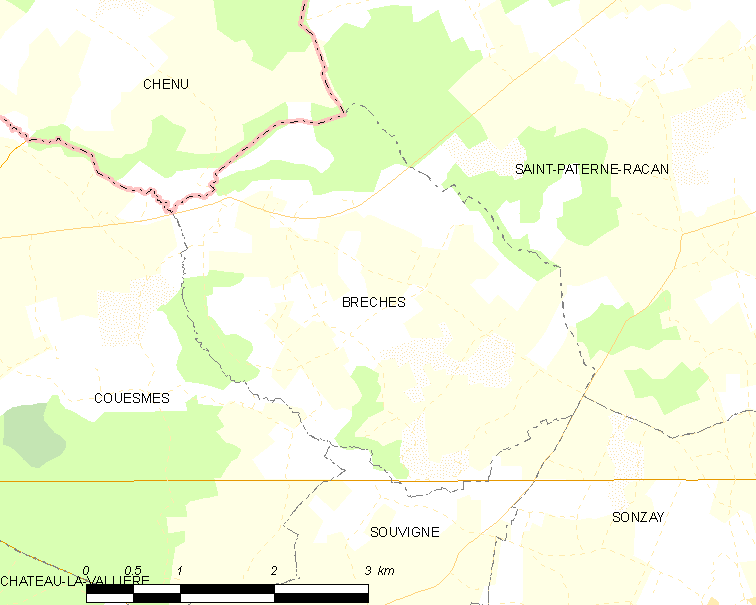
布雷什的OSM定位图

布雷什的时区为UTC+01:00、UTC+02:00（夏令时）。

## 行政
布雷什的邮政编码为37330，INSEE市镇编码为37037。

## 政治
布雷什所属的省级选区为朗热县。

## 人口

1962-2008年间布雷什人口变化图示

布雷什于2022年1月1日时的人口数量为222人。